# Jude Bellingham
Jude Victor William Bellingham, född 29 juni 2003 i Stourbridge, England, är en engelsk fotbollsspelare som spelar för Real Madrid i La Liga och det engelska landslaget.

## Klubblagskarriär

### Birmingham City
Bellingham började sin fotbollskarriär i moderklubben Birmingham City FC där han startade i klubbens U8-lag. Vid 14 års ålder spelade han för klubbens U18-lag och gjorde ett år senare debut för Birminghams U23-lag i en match mot Nottingham Forest den 15 oktober 2018.
I mars 2019 ingick Bellingham i Birminghams A-lag när de mötte West Bromwich Albion borta i Championship. Inför säsongen 2019/2020 fick Bellingham följa med Birmingham City på deras försäsongsträning i Portugal. Bellingham fick både speltid och gjorde mål för sitt Birmingham under flera vänskapsmatcher och befordrades senare med att välja nummer, vilket blev 22. Bellingham blev den 6 augusti 2019 den yngsta spelaren i Birmingham Citys historia när han fick starta mot Portsmouth FC i Engelska Ligacupen endast 16 år och 139 dagar gammal. Birmingham förlorade matchen med 3–0 men Bellingham blev utsedd till lagets "Man of the Match". 
Han gjorde Championshipdebut 19 dagar senare när Birmingham möte Swansea City borta på Liberty Stadium. Hemmadebuten på St Andrew's kom den 31 augusti 2019 när laget mötte Stoke City i Championship, omgång 6. Bellingham startade matchen på bänken men i 30:e matchminuten skadades Jefferson Montero, och Bellingham fick göra ett inhopp. Han blev matchhjälte när han satte det avgörande 2–1-målet i den 76:e matchminuten, och därmed Birminghams yngsta målskytt genom tiderna. Han startade även nästa match, borta mot Charlton Athletic två veckor senare, även då blev Bellingham matchhjälte när han gjorde det enda målet, via Kerim Mrabtis  framspelning. Bellingham spelade sin sista match för klubben den 22 juli 2020 i en 3–1-förlust hemma mot Derby County.
Efter 44 matcher, varav fyra mål och tre assist i Birmingham City valde klubben att pensionera Bellinghams tröja nummer 22 för att på så sätt inspirera framtida spelare.

### Borussia Dortmund
Bellingham skrev den 20 juli 2020 på ett långtidskontrakt med Borussia Dortmund i Bundesliga. Övergången ska ha kostat Dortmund omkring 26 miljoner pund, motsvarande 295 miljoner kr. Andra klubbar såsom Arsenal, Manchester United, Chelsea och Bayern München ska ha varit intresserade av spelaren.
Bellingham gjorde sin debut för Dortmund den 12 augusti 2020 i en träningsmatch mot SCR Altach. Bellingham spelade 45 minuter av matchen som Dortmund sedan vann med 6–0.

### Real Madrid
I juni 2023 stod det klart att Bellingham skulle flytta till Real Madrid, där han skrev på ett sexårskontrakt. Den första juni 2024 vann 20-åringen och Real Madrid Champions League-finalen mot Borussia Dortmund. 

## Landslagskarriär

### Ungdomslagen
Bellingham gjorde sin U15-debut för England mot Turkiet i december 2016. Bellingham fick även förtroendet att vara lagkapten för laget under säsongen 2017/18. I slutet av 2018 hade Bellingham gjort sju matcher för det engelska U16-laget och även där fick han bära kaptensbindeln. Bellingham ingick in den engelska U17-truppen inför Syrenka Cup, som hölls i september 2019 för att förbereda nationerna inför Europamästerskapen. Han gjorde debut i U17-laget när han blev inbytt i Englands öppningsmatch mot Finland, matchen slutade med 5–0-seger för England och Bellingham gjorde Englands tredje mål. Bellingham gjorde även det tredje målet i Englands andra match i turneringen när de slog Österrike med 4–2. Efter dessa två vinster kvalificerade sig England till final där Polen väntade. Matchen slutade oavgjort 2–2, sedan vann England på straffläggning. Bellingham utsågs till turneringens spelare. 

### A-landslaget
Bellingham kallades upp till det Engelska herrlandslaget för första gången den 10 november 2020 då James Ward-Prowse och Trent Alexander-Arnold inte kunde medverka på grund av skador. Debuten för herrlandslaget kom den 12 november 2020 när England möte Irland på Wembley Stadium i London. Bellingham kom in som avbytare i den 73:e matchminuten då han byttes in mot Mason Mount. England vann sedan matchen med en bekväm 3–0-vinst. 17 år och 136 dagar gjorde att Bellingham blev den tredje yngsta spelaren att någonsin spela för det Engelska landslaget, Theo Walcott och Wayne Rooney var de enda två som var yngre än han själv. Under VM 2022 tog sig England till kvartsfinal där de, mot Frankrike i en jämn 2-1 match, förlorade där Harry Kane gjorde det enda målet. Ett svidande nederlag som innebar stor kritik från supportrarna.

## Privatliv
Bellingham är född och uppvuxen i Stourbridge, West Midlands och är den äldste sonen till Denise och Mark Bellingham. Mark arbetar som polisinspektör i West Midlands Police och är före detta Non-League-fotbollsspelare. Bellinghams yngre bror, Jobe, spelar i Sunderland AFC Bellingham gick på Priory School i Edgbaston, Birmingham. Bellingham är i ett förhållande med den nederländska modellen Laura Celia Valk (född 1998).

## Utanför fotbollen

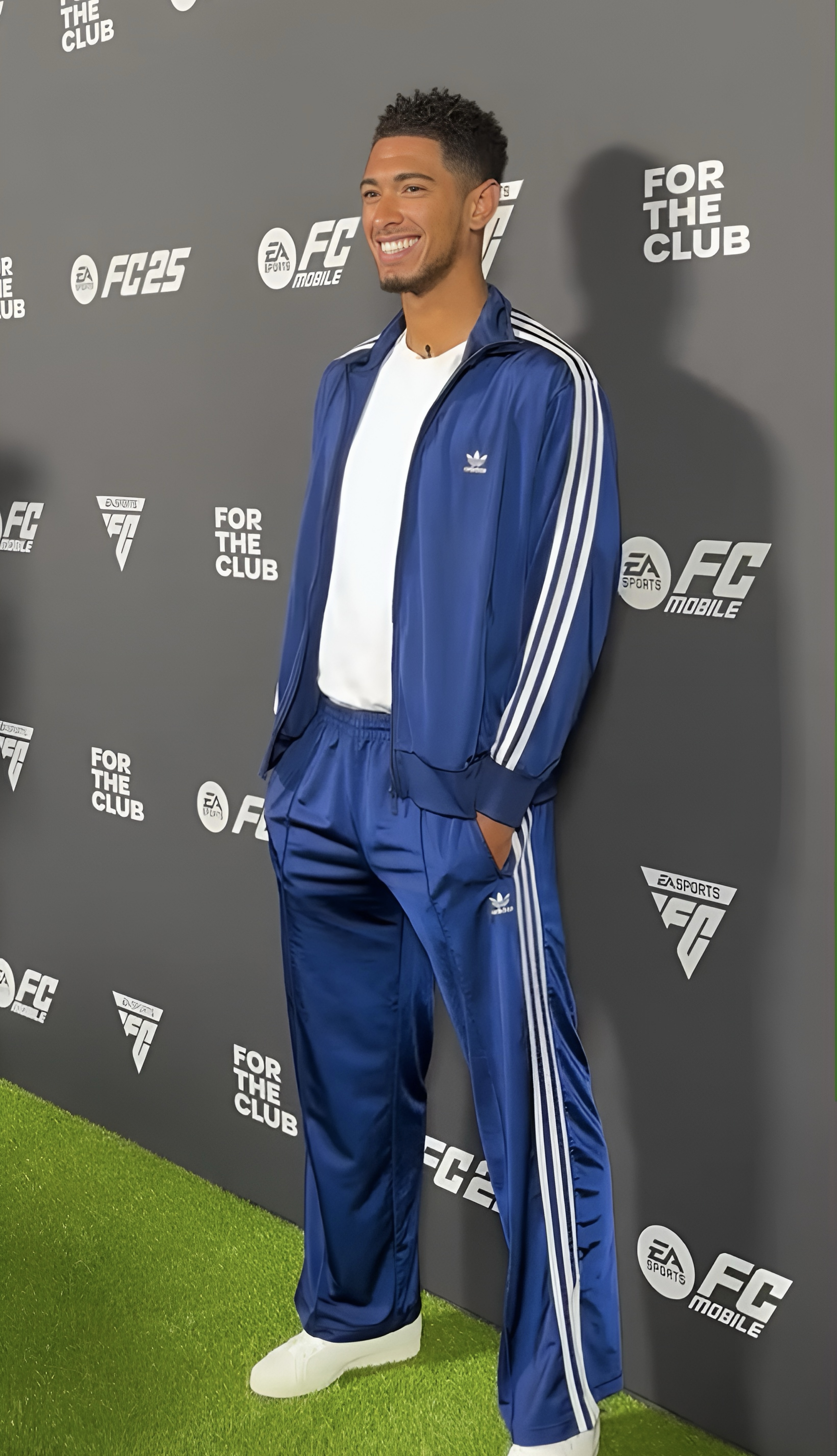
Bellingham under lanseringseventet för EA Sports FC 25 i september 2024

I maj 2024 skrev Bellingham på ett flerårigt avtal med sportdrycken Lucozade och blev ansiktet utåt för varumärkets TV-kampanj värd flera miljoner pund.
I juni 2024 deltog han i en kampanj för Kim Kardashians underklädes- och klädmärke Skims, där Bellingham poserade i herrunderkläder i en fotosession.
I juli 2024 presenterades Bellingham som omslagsstjärna för tv-spelet ‘’EA Sports FC 25’’.
Samma månad lanserade Adidas Bellinghams allra första signaturkollektion, som innehöll en tröja, träningsoverall, t-shirt och shorts – alla prydda med JB-monogramlogotypen.
I augusti 2024 utnämnde Louis Vuitton honom till en “Friend of the House” och tillkännagav deras samarbete.
I september 2024 lanserade Bellingham sin officiella YouTube-kanal med en bakom kulisserna-dokumentär om sitt första år i Spanien.
I december 2024 medverkade han i Adidas dokumentärfilm Under the Tongue.

## Meriter
Borussia Dortmund
- DFB-Pokal:  2020–21

Real Madrid
- La Liga: 2023–24
- Supercopa de España: 2024
- Uefa Champions League: 2023–24
- Uefa Super Cup: 2024
- Interkontinentala cupen: 2024